# Torneo del Interior B 2025
El Torneo del Interior B de 2025 es la décimo-octava edición de la segunda división del Torneo del Interior, competencia organizada por la Unión Argentina de Rugby que reúne al segundo escalón de los mejores clubes de todas las uniones de rugby de la Argentina, excluyendo a la Unión de Rugby de Buenos Aires (URBA). Se llevará a cabo entre el 22 de marzo y el 30 de agosto de 2025, mientras que los partidos de reválida por el ascenso al Torneo del Interior A se disputarán el 20 de septiembre del mismo año.
A partir de esta temporada se pondrán en marcha una serie de cambios importantes en el formato de competición y clasificación: el torneo pasará a disputarse en ventanas intercaladas entre los torneos regionales en lugar de al final de la temporada. Además, participarán los clubes que disputaron el torneo en la temporada anterior en lugar de clasificar a través de los torneos regionales durante cada temporada.

## Equipos participantes
| Club                           | Torneo regional de origen    |
| ------------------------------ | ---------------------------- |
| Cardenales Rugby Club          | Torneo Regional del Noroeste |
| Huirapuca                      | Torneo Regional del Noroeste |
| Los Tarcos Rugby Club          | Torneo Regional del Noroeste |
| Natación y Gimnasia            | Torneo Regional del Noroeste |
| Old Lions Rugby Club           | Torneo Regional del Noroeste |
| Tucumán Rugby Club             | Torneo Regional del Noroeste |
| Universitario de Tucumán       | Torneo Regional del Noroeste |
| IPR Sporting Club              | Torneo Regional Pampeano     |
| Mar del Plata Club             | Torneo Regional Pampeano     |
| Universitario de Mar del Plata | Torneo Regional Pampeano     |
| San Martín de Villa María      | Torneo de Córdoba            |
| Universitario de Córdoba       | Torneo de Córdoba            |
| Old Resian                     | Torneo Regional del Litoral  |
| Paraná Rowing Club             | Torneo Regional del Litoral  |
| CPBM                           | Torneo Regional del Oeste    |
| Liceo Rugby Club               | Torneo Regional del Oeste    |

### Distribución geográfica de los equipos
Distribución geográfica de las sedes de los equipos participantes: 

## Fase de grupos

### Zona 5
| Pos. | Equipos            | Partidos | Partidos | Partidos | Tantos | Tantos | Tantos | Pts. |
| Pos. | Equipos            | G        | E        | P        | PF     | PC     | DP     | Pts. |
| ---- | ------------------ | -------- | -------- | -------- | ------ | ------ | ------ | ---- |
| 1.°  | Tucumán RC         | 2        | 0        | 1        | 82     | 75     | +7     | 11   |
| 2.°  | Liceo              | 2        | 0        | 1        | 95     | 89     | +6     | 9    |
| 3.°  | Mar del Plata Club | 1        | 0        | 2        | 66     | 69     | -3     | 6    |
| 4.°  | Cardenales         | 1        | 0        | 2        | 77     | 87     | -10    | 6    |

|  | Clasifica a cuartos de final        |
|  | Disputa partidos de posicionamiento |

| 22 de marzo | Tucumán RC | 35 - 25 | Liceo |                                     |                                     |
|             |            | Reporte |       | Árbitro(s): Juan Chumbita (Córdoba) | Árbitro(s): Juan Chumbita (Córdoba) |

| 22 de marzo | Mar del Plata Club | 20 - 19 | Cardenales |                                     |                                     |
|             |                    | Reporte |            | Árbitro(s): Santiago Bevacqua (Sur) | Árbitro(s): Santiago Bevacqua (Sur) |

| 26 de abril | Cardenales | 32 - 27 | Tucumán RC |                                      |                                      |
|             |            | Reporte |            | Árbitro(s): Agustín Altabe (Córdoba) | Árbitro(s): Agustín Altabe (Córdoba) |

| 26 de abril | Liceo | 30 - 28 | Mar del Plata Club |                                     |                                     |
|             |       | Reporte |                    | Árbitro(s): Santiago Bevacqua (Sur) | Árbitro(s): Santiago Bevacqua (Sur) |

| 17 de mayo | Tucumán RC | 20 - 18 | Mar del Plata Club |                                   |                                   |
|            |            | Reporte |                    | Árbitro(s): Agustín Godoy (Salta) | Árbitro(s): Agustín Godoy (Salta) |

| 17 de mayo | Liceo | 40 - 26 | Cardenales |                                         |                                         |
|            |       | Reporte |            | Árbitro(s): Gastón Roge (Mar Del Plata) | Árbitro(s): Gastón Roge (Mar Del Plata) |

### Zona 6
| Pos. | Equipos         | Partidos | Partidos | Partidos | Tantos | Tantos | Tantos | Pts. |
| Pos. | Equipos         | G        | E        | P        | PF     | PC     | DP     | Pts. |
| ---- | --------------- | -------- | -------- | -------- | ------ | ------ | ------ | ---- |
| 1.°  | Los Tarcos      | 2        | 0        | 1        | 90     | 69     | +21    | 10   |
| 2.°  | CPBM            | 2        | 0        | 1        | 68     | 59     | +9     | 9    |
| 3.°  | Old Lions       | 2        | 0        | 1        | 43     | 47     | -4     | 8    |
| 4.°  | San Martín (VM) | 0        | 0        | 3        | 60     | 86     | -26    | 3    |

|  | Clasifica a cuartos de final        |
|  | Disputa partidos de posicionamiento |

| 22 de marzo | Los Tarcos | 26 - 14 | Old Lions |                                   |                                   |
|             |            | Reporte |           | Árbitro(s): Agustín Godoy (Salta) | Árbitro(s): Agustín Godoy (Salta) |

| 22 de marzo | San Martín (VM) | 23 - 29 | CPBM |                                           |                                           |
|             |                 | Reporte |      | Árbitro(s): Pedro López Vildoza (Tucumán) | Árbitro(s): Pedro López Vildoza (Tucumán) |

| 26 de abril | CPBM | 26 - 19 | Los Tarcos |                                       |                                       |
|             |      | Reporte |            | Árbitro(s): Joaquín Zapata (Santa Fe) | Árbitro(s): Joaquín Zapata (Santa Fe) |

| 26 de abril | Old Lions | 12 - 8  | San Martín (VM) | Santiago Lawn Tennis Club,           |                                      |
|             |           | Reporte |                 | Árbitro(s): Leandro Peker (Misiones) | Árbitro(s): Leandro Peker (Misiones) |

| 17 de mayo | Los Tarcos | 45 - 29 | San Martín (VM) |                                             |                                             |
|            |            | Reporte |                 | Árbitro(s): Maximiliano Busaniche (Formosa) | Árbitro(s): Maximiliano Busaniche (Formosa) |

| 17 de mayo | Old Lions | 17 - 13 | CPBM |                                       |                                       |
|            |           | Reporte |      | Árbitro(s): Leandro Pecker (Misiones) | Árbitro(s): Leandro Pecker (Misiones) |

### Zona 7
| Pos. | Equipos             | Partidos | Partidos | Partidos | Tantos | Tantos | Tantos | Pts. |
| Pos. | Equipos             | G        | E        | P        | PF     | PC     | DP     | Pts. |
| ---- | ------------------- | -------- | -------- | -------- | ------ | ------ | ------ | ---- |
| 1.°  | Universitario (C)   | 3        | 0        | 0        | 140    | 79     | +61    | 15   |
| 2.°  | Universitario (T)   | 2        | 0        | 1        | 91     | 113    | -22    | 10   |
| 3.°  | IPR Sporting Club   | 1        | 0        | 2        | 91     | 88     | +3     | 7    |
| 4.°  | Universitario (MDP) | 0        | 0        | 3        | 79     | 121    | -42    | 0    |

|  | Clasifica a cuartos de final        |
|  | Disputa partidos de posicionamiento |

| 22 de marzo | Universitario (C) | 60 - 21 | Universitario (T) |                                         |                                         |
|             |                   | Reporte |                   | Árbitro(s): Gastón Roge (Mar del Plata) | Árbitro(s): Gastón Roge (Mar del Plata) |

| 22 de marzo | Universitario (MDP) | 23 - 36 | IPR Sporting Club |                                    |                                    |
|             |                     | Reporte |                   | Árbitro(s): Jeremías Volante (Sur) | Árbitro(s): Jeremías Volante (Sur) |

| 26 de abril | IPR Sporting Club | 27 - 33 | Universitario (C) |                                   |                                   |
|             |                   | Reporte |                   | Árbitro(s): Julián Severini (Sur) | Árbitro(s): Julián Severini (Sur) |

| 26 de abril | Universitario (T) | 38 - 25 | Universitario (MDP) |                                                 |                                                 |
|             |                   | Reporte |                     | Árbitro(s): Joaquín Lista Castro (Buenos Aires) | Árbitro(s): Joaquín Lista Castro (Buenos Aires) |

| 17 de mayo | Universitario (C) | 47 - 31 | Universitario (MDP) |                                    |                                    |
|            |                   | Reporte |                     | Árbitro(s): Jeremías Volante (Sur) | Árbitro(s): Jeremías Volante (Sur) |

| 17 de mayo | Universitario (T) | 32 - 28 | IPR Sporting Club |                                      |                                      |
|            |                   | Reporte |                   | Árbitro(s): Agustín Altabe (Córdoba) | Árbitro(s): Agustín Altabe (Córdoba) |

### Zona 8
| Pos. | Equipos             | Partidos | Partidos | Partidos | Tantos | Tantos | Tantos | Pts. |
| Pos. | Equipos             | G        | E        | P        | PF     | PC     | DP     | Pts. |
| ---- | ------------------- | -------- | -------- | -------- | ------ | ------ | ------ | ---- |
| 1.°  | Old Resian          | 3        | 0        | 0        | 92     | 79     | +13    | 14   |
| 2.°  | Paraná Rowing       | 1        | 0        | 2        | 80     | 88     | -8     | 7    |
| 3.°  | Huirapuca           | 1        | 0        | 2        | 85     | 91     | -6     | 7    |
| 4.°  | Natación y Gimnasia | 1        | 0        | 2        | 64     | 63     | +1     | 6    |

|  | Clasifica a cuartos de final        |
|  | Disputa partidos de posicionamiento |

| 22 de marzo | Old Resian | 21 - 13 | Natación y Gimnasia |                                         |                                         |
|             |            | Reporte |                     | Árbitro(s): Sergio Alvarenga (Paraguay) | Árbitro(s): Sergio Alvarenga (Paraguay) |

| 22 de marzo | Huirapuca | 26 - 31 | Paraná Rowing |                                      |                                      |
|             |           | Reporte |               | Árbitro(s): Agustín Altabe (Córdoba) | Árbitro(s): Agustín Altabe (Córdoba) |

| 26 de abril | Paraná Rowing | 32 - 33 | Old Resian |                                      |                                      |
|             |               | Reporte |            | Árbitro(s): Facundo Gorla (Santa Fe) | Árbitro(s): Facundo Gorla (Santa Fe) |

| 26 de abril | Natación y Gimnasia | 22 - 25 | Huirapuca |                                   |                                   |
|             |                     | Reporte |           | Árbitro(s): Agustín Godoy (Salta) | Árbitro(s): Agustín Godoy (Salta) |

| 17 de mayo | Old Resian | 38 - 34 | Huirapuca |                                     |                                     |
|            |            | Reporte |           | Árbitro(s): Santiago Bevacqua (Sur) | Árbitro(s): Santiago Bevacqua (Sur) |

| 17 de mayo | Natación y Gimnasia | 29 - 17 | Paraná Rowing |                                       |                                       |
|            |                     | Reporte |               | Árbitro(s): Joaquín Zapata (Santa Fe) | Árbitro(s): Joaquín Zapata (Santa Fe) |

## Fase final
|  | Cuartos de final  | Cuartos de final  | Cuartos de final  |                   |                   | Semifinales       | Semifinales | Semifinales |  |  | Final        | Final        | Final        |  |
|  | 28 de junio       | 28 de junio       | 28 de junio       |                   |                   | 26 de julio       | 26 de julio | 26 de julio |  |  | 30 de agosto | 30 de agosto | 30 de agosto |  |
|  |                   |                   |                   |                   |                   |                   |             |             |  |  |              |              |              |  |
|  |                   |                   |                   |                   |                   |                   |             |             |  |  |              |              |              |  |
|  | Tucumán RC        | Tucumán RC        | 69                |                   |                   |                   |             |             |  |  |              |              |              |  |
|  | Tucumán RC        | Tucumán RC        | 69                |                   |                   |                   |             |             |  |  |              |              |              |  |
|  | Paraná Rowing     | Paraná Rowing     | 26                |                   |                   |                   |             |             |  |  |              |              |              |  |
|  | Paraná Rowing     | Paraná Rowing     | 26                |                   | Tucumán RC        | Tucumán RC        | 31          |             |  |  |              |              |              |  |
|  |                   |                   |                   |                   | Tucumán RC        | Tucumán RC        | 31          |             |  |  |              |              |              |  |
|  |                   |                   | Universitario (C) | Universitario (C) | 26                |                   |             |             |  |  |              |              |              |  |
|  | Universitario (C) | Universitario (C) | Universitario (C) | Universitario (C) | 26                | 41                |             |             |  |  |              |              |              |  |
|  | Universitario (C) | Universitario (C) |                   |                   |                   |                   |             |             |  |  |              |              |              |  |
|  | CPBM              | CPBM              | 24                |                   |                   |                   |             |             |  |  |              |              |              |  |
|  | CPBM              | CPBM              | 24                |                   |                   |                   | Tucumán RC  |             |  |  |              |              |              |  |
|  |                   |                   |                   |                   |                   |                   |             |             |  |  |              |              |              |  |
|  |                   |                   | Liceo             |                   |                   |                   |             |             |  |  |              |              |              |  |
|  | Los Tarcos        | Los Tarcos        | 12                |                   |                   |                   |             |             |  |  |              |              |              |  |
|  | Los Tarcos        | Los Tarcos        | 12                |                   |                   |                   |             |             |  |  |              |              |              |  |
|  | Universitario (T) | Universitario (T) | 17                |                   |                   |                   |             |             |  |  |              |              |              |  |
|  | Universitario (T) | Universitario (T) | 17                |                   | Universitario (T) | Universitario (T) | 34          |             |  |  |              |              |              |  |
|  |                   |                   |                   |                   | Universitario (T) | Universitario (T) | 34          |             |  |  |              |              |              |  |
|  |                   |                   | Liceo             | Liceo             | 36                |                   |             |             |  |  |              |              |              |  |
|  | Old Resian        | Old Resian        | Liceo             | Liceo             | 36                | 31                |             |             |  |  |              |              |              |  |
|  | Old Resian        | Old Resian        |                   |                   |                   |                   |             |             |  |  |              |              |              |  |
|  | Liceo             | Liceo             | 37                |                   |                   |                   |             |             |  |  |              |              |              |  |
|  | Liceo             | Liceo             | 37                |                   |                   |                   |             |             |  |  |              |              |              |  |
|  |                   |                   |                   |                   |                   |                   |             |             |  |  |              |              |              |  |

Cuartos de final
| 28 de junio | Tucumán RC | 69 - 26 | Paraná Rowing |                                     |                                     |
|             |            | Reporte |               | Árbitro(s): Juan Chumbita (Córdoba) | Árbitro(s): Juan Chumbita (Córdoba) |

| 28 de junio | Universitario (C) | 41 - 24 | CPBM |                                           |                                           |
|             |                   | Reporte |      | Árbitro(s): Pedro López Vildoza (Tucumán) | Árbitro(s): Pedro López Vildoza (Tucumán) |

| 28 de junio | Los Tarcos | 12 - 17 | Universitario (T) |                                   |                                   |
|             |            | Reporte |                   | Árbitro(s): Agustín Godoy (Salta) | Árbitro(s): Agustín Godoy (Salta) |

| 28 de junio | Old Resian | 31 - 37 | Liceo |                                      |                                      |
|             |            | Reporte |       | Árbitro(s): Facundo Gorla (Santa Fe) | Árbitro(s): Facundo Gorla (Santa Fe) |

Semifinales
| 26 de julio | Universitario (C) | 26 - 31 | Tucumán RC |                                           |                                           |
|             |                   | Reporte |            | Árbitro(s): Federico Longobardi (Rosario) | Árbitro(s): Federico Longobardi (Rosario) |

| 26 de julio | Universitario (T) | 34 - 36 | Liceo |                                   |                                   |
|             |                   | Reporte |       | Árbitro(s): Tomás Ninci (Córdoba) | Árbitro(s): Tomás Ninci (Córdoba) |

Final
| 26 de julio | Liceo | vs. | Tucumán RC |  |  |

## Posicionamiento
| 28 de junio | Mar del Plata Club | 62 - 15 | Natación y Gimnasia |                                       |                                       |
|             |                    | Reporte |                     | Árbitro(s): Joaquín Zapata (Santa Fe) | Árbitro(s): Joaquín Zapata (Santa Fe) |

| 28 de junio | Old Lions | 0 - 25  | Universitario (MDP) |                                             |                                             |
|             |           | Reporte |                     | Árbitro(s): Maximiliano Busaniche (Formosa) | Árbitro(s): Maximiliano Busaniche (Formosa) |

| 28 de junio | IPR Sporting Club | 10 - 20 | San Martín (VM) |                                     |                                     |
|             |                   | Reporte |                 | Árbitro(s): Santiago Bevacqua (Sur) | Árbitro(s): Santiago Bevacqua (Sur) |

| 28 de junio | Huirapuca | 29 - 24 | Cardenales |                                     |                                     |
|             |           | Reporte |            | Árbitro(s): Juan Zubieta (Nordeste) | Árbitro(s): Juan Zubieta (Nordeste) |

## Reválidas (ascenso)
Los ganadores de las reválidas clasificarán al Torneo del Interior A 2026.
| 20 de septiembre | Perdedor de repechaje del Torneo del Interior A 2025 1 | vs. | Semifinalista del Torneo del Interior B |  |  |

| 20 de septiembre | Perdedor de repechaje del Torneo del Interior A 2025 2 | vs. | Semifinalista del Torneo del Interior B |  |  |

| 20 de septiembre | Perdedor de repechaje del Torneo del Interior A 2025 3 | vs. | Subcampeón del Torneo del Interior B |  |  |

| 20 de septiembre | Perdedor de repechaje del Torneo del Interior A 2025 4 | vs. | Campeón del Torneo del Interior B |  |  |